# ناثانيل ديوتش
ناثانيل ديوتش (بالإنجليزية: Nathaniel Deutsch)‏ هو مؤرخ أمريكي، ولد في 1967.